# 순환계
순환계(循環系, 영어: circulatory system) 또는 심혈관계(心血管系, 영어: cardiovascular system)는 동물에서 혈액·림프액 등 체액의 흐름에 관여하는 기관계로, 생명 활동에 필요한 산소와 영양소를 몸 안의 각 기관에 공급하고 그 결과로 생기는 이산화탄소와 노폐물을 호흡계통이나 비뇨계통으로 전달하여 몸 밖으로 배출하도록 한다. 혈액의 순환은 심장의 운동에 의해 이루어진다. 순환 중인 혈액은 산소의 운반, 영양분의 공급, 대사과정에서 생긴 노폐물의 제거, 체온의 유지, 호르몬의 운반과 같은 역할을 한다.

## 구조

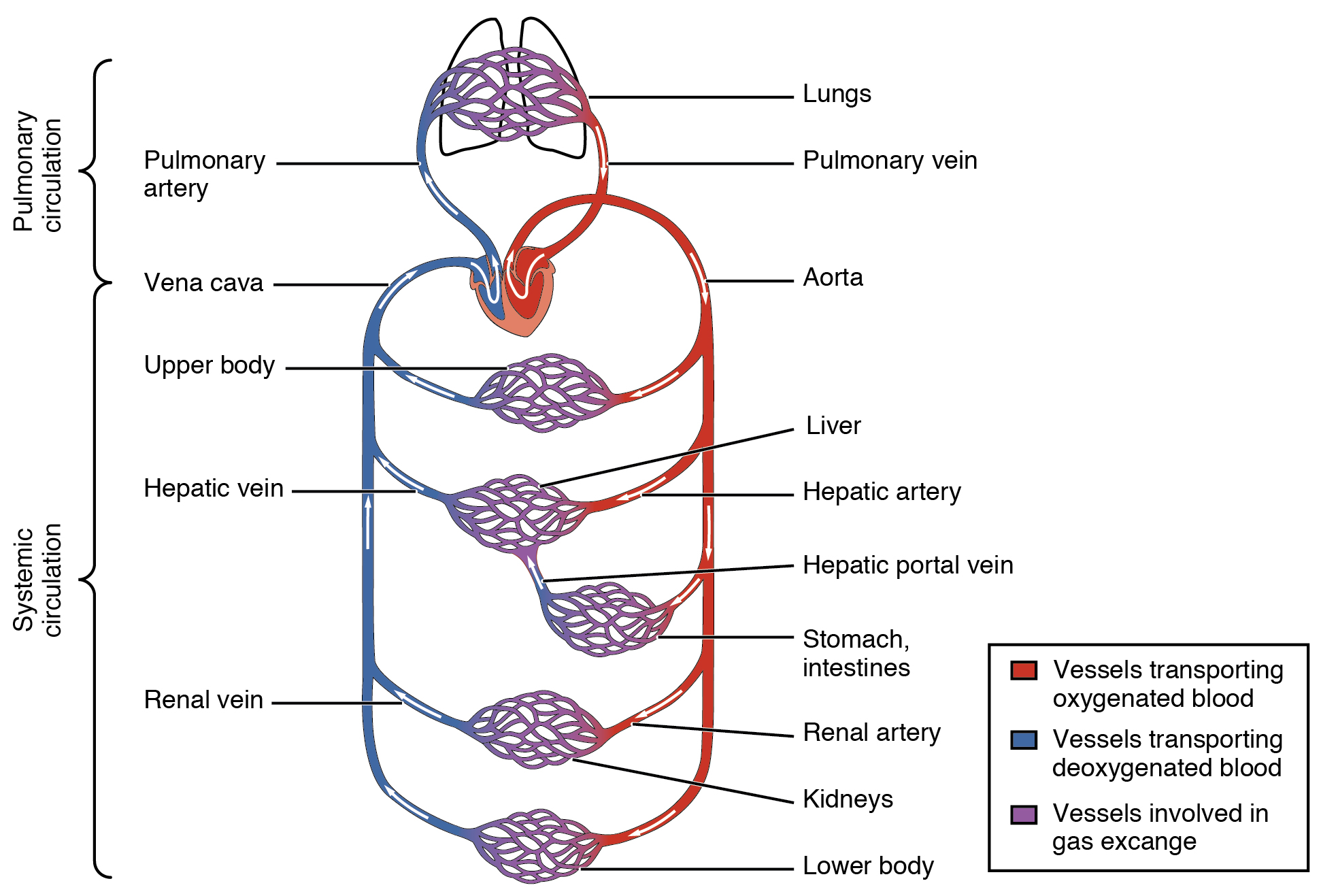
몸통의 폐순환과 온몸순환의 모세혈관망

순환계는 심장, 혈관, 혈액을 포함한다. 모든 척추동물의 심혈관계는 심장과 혈관으로 구성된다. 순환계는 폐순환과 온몸순환이라는 두 가지 순환으로 나뉜다. 폐순환은 우심실에서 탈산소화된 혈액을 폐로 전달하여 산소를 공급받아 좌심방으로 돌려보내는 순환이다. 온몸 순환은 왼쪽 심장에서 신체의 나머지 부분으로 산소가 공급된 혈액을 전달하고 대정맥을 통해 탈산소화된 혈액을 다시 오른쪽 심장으로 되돌리는 순환이다. 또한 온몸 순환은 대순환과 미세 순환 두 부분으로 정의될 수 있다.
평균 성인의 혈액량은 5~6쿼트(대략 4.7~5.7리터)로, 전체 체중의 약 7%를 차지한다. 혈액은 혈장과 혈구(적혈구, 백혈구, 혈소판)로 구성된다. 소화계 또한 순환계와 함께 작동하여 온몸 순환으로 심장 박동을 유지하는 데 필요한 영양분을 제공한다. 추가적으로 위의 순환들과 관련된 순환들로 심장의 관상동맥 순환, 뇌의 대뇌 순환, 신장의(혹은 콩팥의) 신장 순환, 기관지의 기관지 순환이 있다.
인간의 순환계는 폐쇄형 순환계이다. 이는 혈액이 혈관망 내에 있음을 의미한다. 영양소는 미세순환계의 작은 혈관을 통해 이동하여 장기에 도달한다. 림프계는 림프관, 림프절, 기관, 조직으로 구성된 순환계의 필수 하부 기관계이며, 개방형 순환계이다. 림프계의 주요 기능은 림프를 운반하여 간질액을 배출하고, 간질액을 림프관을 통해 다시 심장으로 돌려보내 다시 순환계로 돌아가게 하는 것이다. 또 다른 주 기능은 면역계와 협력하여 병원체에 대한 방어를 하는 것이다.

### 심장

폐 및 전신 순환에 혈액 산소 공급하는 인간 심장의 도표

박동하는 인간의 심장

심장은 신체의 모든 부분에 혈액을 퍼 올려 모든 세포에 영양소와 산소를 공급하고 노폐물을 제거한다. 왼쪽 심장은 폐에서 온 산소가 공급된 혈액을 온몸 순환으로 전신으로 보낸다. 오른쪽 심장은 폐순환 을 통해 탈산소화된 혈액을 폐로 보낸다. 인간의 심장에는 각 순환마다 하나의 심방과 하나의 심실이 있으며 전신 순환과 폐순환 모두 좌심방, 좌심실, 우심방, 우심실의 총 4개의 방이 있다. 우심방은 심장 오른쪽 상부의 방이다. 우심방으로 돌아온 탈산소화된 혈액은 폐동맥을 통해 폐로 전달되어 산소를 공급받고 이산화탄소를 배출하기 위해 우심실로 전달된다. 좌심방은 폐와 폐정맥을 통해 산소를 공급받은 혈액을 받아 대동맥을 통해 전신으로 보내기 위해 좌심실로 보낸다.
- 혈액의 이동 경로

우심실 - 폐동맥 - 폐 - 폐정맥 - 좌심방 - 좌심실 - 대동맥 - 조직 - 대정맥 - 우심방
2심방 2심실이므로, 심장의 좌측과 우측이 격벽으로 완전히 구분되어 있기 때문에 산소가 풍부한 동맥혈과 산소가 부족한 정맥혈이 섞이지 않는다. 따라서 조직에 산소를 더욱 효과적으로 공급할 수 있다. 폐정맥과 대동맥에는 동맥혈이, 대정맥과 폐동맥에는 정맥혈이 흐른다.

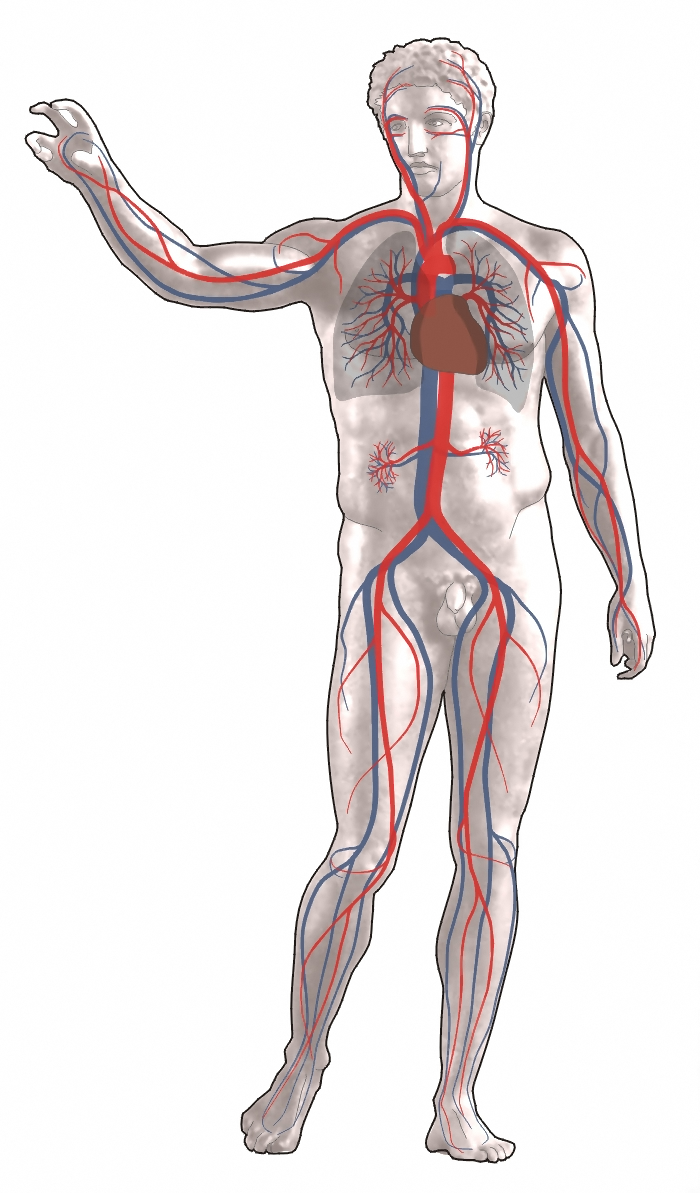
인간의 순환계
붉은색은 동맥, 푸른색은 정맥이다.

사람은 포유류이기 때문에 2심방 2심실 구조를 갖는다. 혈액이 혈관에서 심장으로 들어올 때, 혈액이 유입되는 심장 내 빈 공간을 심방이라고 하며, 혈액이 심장에서 혈관으로 나올 때, 혈액이 유출되는 심장 내 빈 공간을 심실이라고 부른다. 심방은 심실 위에 존재한다. 심실에서 혈액이 빠져나오는 혈관을 동맥이라고 하며, 들어가는 혈관을 정맥이라고 한다.

#### 폐순환
- 폐순환: 우심실에서 뿜어진 혈액이 폐에서 이산화탄소를 내보내고, 산소를 받아들여 좌심방으로 돌아오는 경로이다.

#### 온몸순환
- 체순환: 좌심실에서 뿜어진 혈액이 조직에게 산소를 공급하고, 조직으로부터는 이산화탄소를 받아 우심방으로 돌아오는 경로이다.

#### 판막
판막은 혈액이 한 방향으로만 흐르도록 한다. 우심방과 우심실 사이에는 오른방실판막이 존재한다. 3개의 엽으로 구성되어 있기 때문에, 삼첨판이라고 불린다. 좌심방과 좌심실 사이에는 왼방실판막이 존재한다. 2개의 엽으로 구성되어 있기 때문에, 이첨판이라고 불린다. 좌심실과 대동맥 사이의 대동맥판과 우심실과 허파동맥 사이의 허파동맥판은 반달판막이라고 불린다. 이는 3개의 반달 모양 엽으로 구성되어 있기 때문이다. 판막 후면의 압력이 더 클 때 판막이 열리고, 소리는 나지 않는다. 판막 앞쪽의 압력이 더 클 때 판막이 닫히고, 소리가 난다. 반대 방향으로 밀려 열리지는 않는다.

#### 심근세포
세포당 한 개의 핵을 지니고 있다. 골격근 세포보다 크기가 작다. 세포가 가지 친 구조를 이룬다. 이웃한 세포들 사이에 사이원반이 발달되어 있다. 이때, 개재판은 심근세포들이 데스모좀을 통해 결합하고 있는 구조를 의미하며, 간극연접이 잘 발달되어 있다. T 소관이 골격근보다 잘 발달되어 있다. 미토콘드리아가 전체 부피의 33%을 차지하여 고농도의 산소를 요구하기 때문에 미오글로빈이 풍부하다. 대동맥에서 처음으로 분지되는 관상동맥을 통해 산소가 공급된다. 심장으로 산소와 영양분을 공급하는 관상동맥이 막히게 되면 심근이 괴사하게 되는데, 이를 심근경색이라고 한다.규칙적인 띠무늬가 관찰되기 때문에 가로무늬근(횡문근)에 속한다.

### 심장의 작동
심장은 스스로 규칙적인 활동 전위를 발생시키는 10%의 자동 조율세포와 실제 수축을 담당하는 90%의 수축세포로 구성되어 있다.

#### 자동 조율세포
스스로 활동 전위를 규칙적으로 발생시켜 수축세포들이 수축할 수 있도록 한다. 자동 조율세포는 수축하지 않는다.
- 굴심방결절: 위대정맥 입구 근처의 우심방 벽에 존재한다. 스스로 분당 70~80회 정도의 활동 전위를 만들어 낸다. 굴심방결절에서 생성된 활동 전위는 간극연접을 통해 다른 세포들로 전달된다. 활동 전위는 심방 간 경로를 통해 빠르게 좌심방으로 전달되기 때문에, 우심방과 좌심방이 동시에 수축하게 된다. 또한 활동 전위는 결절사이경로를 통해 방실결절로 전달된다.
- 방실결절: 우심방과 우심실 사이의 격벽에 존재한다. 굴심방결절에서 생성된 활동 전위는 방실결절에 도달한다. 방실결절에 도달한 활동 전위는 히스다발로 전달된다. 활동 전위가 방실결절을 지나갈 때, 활동전위가 느리게 전달되는 방실결절 지연 현상이 발생한다. 방실결절 지연은 심방과 심실이 동시에 수축하지 않게 함으로써 심방의 혈액이 심실로 충분히 전달될 수 있도록 한다.
- 히스다발: 심실간 격벽을 따라 여러 개의 가지로 갈라진 구조이다. 히스다발로 전달된 활동 전위는 푸르키네 섬유로 전달된다.
- 푸르키네 섬유: 히스다발에서 연장되어 심실 근육 전체에 퍼져있다. 히스다발로부터 전달된 활동 전위를 심실의 수축세포들에게 전달한다. 자동 조율세포들 중에서 활동 전위의 전도 속도가 가장 빠르다.

굴심방결절뿐만 아니라 방실결절, 히스다발, 푸르키네 섬유 모두 스스로 활동 전위를 만들어내는 자동 조율세포이다. 다만 굴심방결절이 가장 빠른 속도로 활동 전위를 생성하기 때문에, 나머지 자동 조율세포에서 생성하는 활동 전위는 가려진다. 따라서 심장의 분당 박동수는 굴심방결절에서 생성되는 활동 전위 빈도에 의해 결정된다. 문제가 발생하여 굴심방결절에서 활동 전위가 생성되지 않을 경우, 두 번째로 빠르게 활동 전위를 생성하는 방실결절에 의해 분당 박동수가 결정된다.

### 혈관
심장을 통해 온몸으로 나가는 혈액을 운반하는 혈관을 동맥이라 하고 온몸에서 심장으로 들어가는 혈액을 운반하는 혈관을 정맥이라 한다. 혈관은 외막과 중막 내막 3개의 층으로 이루어져 있다. 심장에서 몸으로 흐르는 체순환에서 동맥과 정맥의 특징은 다음과 같다.
- 동맥: 높은 혈압이 유지되며 심장의 박동에 따라 유연하게 팽창하고 수축된다. 산소를 운반하는 헤모글로빈에 의해 선명한 붉은 색을 띤다.
- 정맥: 혈압이 낮고 유연성이 동맥에 비해 떨어진다. 헤모글로빈의 산소가 소진되어 어두운 붉은 색을 띤다.

추가적으로 위의 순환들과 관련된 순환들로 심장의 관상동맥 순환, 뇌의 대뇌 순환, 신장의(혹은 콩팥의) 신장 순환, 기관지의 기관지 순환이 있다.

## 다른 동물
자포동물이나 편형동물과 같이 구조가 단순한 동물은 위수강을 통하여 외부와 직접적으로 물질 교환이 이루어지므로 별도의 순환계가 필요 없다. 그러나 보다 복잡한 구조의 동물의 몸은 여러 겹의 세포층으로 이루어져 있어 외부와 직접적인 물질 교환이 불가능하기 때문에 순환계를 통하여 물질 교환이 이루어진다.

### 개방형 순환계

곤충의 내부 기관
등쪽 붉은 부분이 순환계이다

대부분의 연체동물과 절지동물에서 관찰된다. 동맥과 정맥 사이에 모세혈관이 없기 때문에, 동맥을 흐르던 혈림프가 조직으로 직접 유출된다. 혈림프와 세포 사이에 산소와 이산화탄소 등의 물질 교환이 이루어진다. 혈림프에서는 {\displaystyle {\ce {Cu^2+}}}을 지니고 있는 hemocyanin이 산소를 운반한다. 산소가 결합되지 않은 hemocyanin은 무색이고 산소가 결합된 hemocyanin은 파란색이기 때문에, 혈림프는 파란색을 띤다. 낮은 유압을 형성하기 때문에, 에너지를 절약할 수 있다.

### 폐쇄형 순환계
환형동물과 연체동물 중 두족류, 척삭동물 등에서 관찰된다. 동맥과 정맥 사이에 모세혈관이 있기 때문에, 혈액이 혈관 내로만 흐른다. 높은 유압을 형성하기 때문에 에너지를 많이 소모하지만, 산소와 물질을 빠르게 운반할 수 있다. 몸이 크거나 운동성이 높은 생물에게 적합하다. 특정 조직에 선별적으로 혈액을 수송할 수 있다. 혈림프와 다르게, 패쇄 순환계에서는 혈액에서 {\displaystyle {\ce {Fe^2+}}}을 지니고 있는 헤모글로빈이 산소를 운반한다.

#### 척추동물의 심장 종류
혈관을 통한 혈액의 흐름은 심장의 박동을 통해 이루어진다. 심장의 박동은 자율적이어서 심장을 체외로 척출하여도 적당한 조치를 하면 계속하여 박동한다. 이와 같은 자동성은 심장이 중추신경계의 지배를 받지 않고도 수축하는 능력이 있기 때문이다. 심장의 박동원인 굴심방결절 신경세포와 근육세포의 성질을 동시에 지니고 있어 주기적으로 심장전체에 전류자극을 보내 박동을 일으킨다.
- 원구류, 어류 : 어류의 심장은 두 개의 방으로 나뉘어 있다. 근육이 얇고 온몸의 피를 받아들이는 심방과 두꺼운 근육층이 있고 혈액을 아가미로 보내는 심실이 그것이다. 심실을 통해 아가미로 보내진 혈액은 가스 교환을 한 뒤 등쪽의 대동맥을 통해 온몸으로 전달되고 온몸에서 다시 정맥을 통해 심장으로 돌아온다. 즉, 역류 교환이 일어나 아가미를 통한 물의 흐름과 혈액의 흐름이 반대이기 때문에, 기체 교환이 더욱 효율적으로 일어나게 된다. 배설계와 체온조절에서도 역류 교환이 일어난다.(1심방 1심실)
- 양서류 : 양서류는 하나의 심실과 두 개의 심방으로 된 심장을 가지고 있다. 산소가 풍부한 동맥혈과 산소가 부족한 정맥혈이 섞이기 때문에, 효율이 떨어진다.(2심방 1심실)
- 파충류 : 파충류는 하나의 심실과 두 개의 심방으로 된 심장을 가지고 있다. 그러나, 양서류와 달리 파충류의 심실은 격막으로 부분적으로 나뉘어 있어 동맥혈과 정맥혈의 혼합을 억제한다. 즉, 심실 간의 격벽이 불완전하다. 산소가 풍부한 동맥혈과 산소가 부족한 정맥혈이 섞이기 때문에, 양서류보다 효율이 높지만 포유류와 조류에 비해 효율이 떨어진다. 예외적으로 악어는 완벽하게 분리된 두 개의 심실을 가지고 있다.(2심방 불완전 2심실)
- 포유류와 조류 : 포유류와 조류는 완전히 분리된 두개의 심실과 심방을 가지고 있다. 심장의 좌측과 우측이 격벽으로 완전히 구분되어 있기 때문에, 산소가 풍부한 동맥혈과 산소가 부족한 정맥혈이 섞이지 않아 효율이 높다. 혈액의 흐름은 우심실 - 폐동맥 - 허파 - 폐정맥 - 좌심방 - 좌심실 - 대동맥 - 온몸 - 대정맥 - 우심방의 순서로 이루어진다.(2심방 2심실)

## 같이 보기
- 체순환
- 폐순환
- 인체 신경 목록